# 日本三古湯
日本三古湯，是日本境內三座溫泉的合稱，以歷史悠久聞名。

## 概論
日本三古湯，有兩種不同的說法：
1. 日本書紀與風土記中提出的三座溫泉
  - 道後温泉（愛媛縣）、有馬温泉（兵庫縣）、白濱温泉（和歌山縣）
2. 延喜式神名帳提出的三座溫泉
  - 道後温泉（愛媛縣）、有馬温泉（兵庫縣）、磐城市湯本温泉（福島縣）